# Giải bóng đá vô địch quốc gia Guam 1992
Thống kê của Giải bóng đá vô địch quốc gia Guam mùa giải 1992.

## Tổng quan
University of Guam giành chức vô địch.